# Tweede afdeling 2021-22 (voetbal België)
Het seizoen 2021-22 van de Belgische Tweede afdeling ging van start in september 2021 en eindigde in juni 2022. De competitie telde drie reeksen van zestien ploegen. Twee reeksen met clubs zijn aangesloten bij VV en één bij de ACFF.

## Naamswijzigingen
- Spouwen-Mopertingen fuseerde met K. Bilzerse Waltwilder VV en werd SV Belisia Bilzen.
- AFC Tubize fuseerde met R. Stade Brainois en werd R. Union Tubize-Braine.
- KFC Heur-Tongeren wijzigde zijn naam in KSK Tongeren.

Noot: In feite fuseerde KFC Heur-Tongeren met stamnummer 54 van KSK Tongeren (waaronder enkel de jeugdafdeling nog actief was).

## Gedegradeerde teams
Er waren geen gedegradeerde teams.

## Gepromoveerde teams
Er waren geen gepromoveerde teams.

## Promoverende teams
Deze teams promoveerden na afloop van het seizoen naar Eerste nationale:

### Rechtstreeks
- KVK Ninove (vice-kampioen VV A)
- Hoogstraten VV (kampioen VV B)
- RAAL La Louvière (kampioen ACFF)

## Degraderende teams
Deze teams degradeerden na afloop van het seizoen naar de Derde afdeling

### Rechtstreeks
- KVC Houtvenne (15e VV B)
- K. Olympia SC Wijgmaal (16e VV B)
- RES Couvin-Mariembourg (14e ACFF)
- RUS Givry (15e ACFF)
- Entente Durbuy (16e ACFF)

Deze teams degradeerden na afloop van het seizoen naar de Provinciale reeksen
- KSK Voorwaarts Zwevezele (geen licentie aangevraagd)

## Clubs

### Tweede afdeling VV A
| # kaart | Stam- nummer | Club                     | Plaats              |
| ------- | ------------ | ------------------------ | ------------------- |
| 1       | 11           | KRC Gent                 | Gent                |
| 2       | 38           | KSK Ronse                | Ronse               |
| 3       | 56           | KSC Toekomst Menen       | Menen               |
| 4       | 81           | KSV Oudenaarde           | Oudenaarde          |
| 5       | 95           | RFC Wetteren             | Wetteren            |
| 6       | 100          | KVK Westhoek             | Poperinge & Ieper   |
| 7       | 1574         | RC Harelbeke             | Harelbeke           |
| 8       | 2373         | KVK Ninove               | Ninove              |
| 9       | 3551         | KFC Merelbeke            | Merelbeke           |
| 10      | 3821         | KFC Sparta Petegem       | Petegem-aan-de-Leie |
| 11      | 4165         | KVV Zelzate              | Zelzate             |
| 12      | 4297         | KSC Lokeren-Temse        | Lokeren & Temse     |
| 13      | 5553         | K. Olsa Brakel           | Brakel              |
| 14      | 6039         | KSK Voorwaarts Zwevezele | Zwevezele           |
| 15      | 7074         | KSC Dikkelvenne          | Dikkelvenne         |
| 16      | 9512         | FC Gullegem              | Gullegem            |

### Tweede afdeling VV B
| # kaart | Stam- nummer | Club                      | Plaats           |
| ------- | ------------ | ------------------------- | ---------------- |
| 1       | 28           | K. Berchem Sport          | Berchem          |
| 2       | 43           | R. Cappellen FC           | Kapellen         |
| 3       | 52           | K. Lyra-Lierse            | Lier             |
| 4       | 54           | KSK Tongeren              | Tongeren         |
| 5       | 90           | SC Eendracht Aalst        | Aalst            |
| 6       | 544          | SC City Pirates Antwerpen | Merksem          |
| 7       | 595          | K. Bocholter VV           | Bocholt          |
| 8       | 1349         | K. Olympia SC Wijgmaal    | Wijgmaal         |
| 9       | 2366         | Hoogstraten VV            | Hoogstraten      |
| 10      | 3245         | K. Sporting Hasselt       | Hasselt          |
| 11      | 3630         | K. Londerzeel SK          | Londerzeel       |
| 12      | 3887         | K. Diegem Sport           | Diegem           |
| 13      | 4481         | KVC Houtvenne             | Houtvenne        |
| 14      | 5775         | SV Belisia Bilzen         | Bilzen           |
| 15      | 7741         | SK Pepingen-Halle         | Pepingen & Halle |
| 16      | 8721         | RC Hades Kiewit Hasselt   | Kiewit           |

### Tweede afdeling ACFF
| # kaart | Stam- nummer | Club                      | Plaats                   |
| ------- | ------------ | ------------------------- | ------------------------ |
| 1       | 94           | RAAL La Louvière          | La Louvière              |
| 2       | 190          | R. Stade Waremmien FC     | Borgworm                 |
| 3       | 248          | RES Couvin-Mariembourg    | Couvin                   |
| 4       | 474          | RSD Jette                 | Jette                    |
| 5       | 1614         | RUS Rebecquoise           | Rebecq                   |
| 6       | 2239         | RRC Stockay-Warfusée      | Saint-Georges-sur-Meuse  |
| 7       | 2774         | R. Entente Acren Lessines | Twee-Akren               |
| 8       | 2871         | RCS Verlaine              | Verlaine                 |
| 9       | 3008         | Entente Durbuy            | Durbuy                   |
| 10      | 3114         | RRC Hamoir                | Hamoir                   |
| 11      | 4454         | RFC Meux                  | Meux                     |
| 12      | 5632         | R. Union Tubize-Braine    | Tubeke & 's-Gravenbrakel |
| 13      | 5779         | RFC Warnant               | Warnant                  |
| 14      | 6237         | RUS Givry                 | Givry                    |
| 15      | 7569         | FC Ganshoren              | Ganshoren                |
| 16      | 9426         | Solières Sport            | Solières                 |

## Klassementen

### Tweede afdeling VV A
| Pos | Team                     | Wed | W  | G | V  | Ptn | DV | DT | +/− | Kwalificatie of degradatie                |
| --- | ------------------------ | --- | -- | - | -- | --- | -- | -- | --- | ----------------------------------------- |
| 1   | KFC Sparta Petegem       | 30  | 20 | 7 | 3  | 67  | 73 | 30 | +43 |                                           |
| 2   | KVK Ninove               | 30  | 18 | 6 | 6  | 60  | 69 | 30 | +39 | Promotie naar Eerste nationale            |
| 3   | K. Olsa Brakel           | 30  | 17 | 7 | 6  | 58  | 64 | 38 | +26 | Kwalificatie voor Eindronde promotie      |
| 4   | KSC Lokeren-Temse        | 30  | 17 | 6 | 7  | 57  | 45 | 28 | +17 | Kwalificatie voor Eindronde promotie      |
| 5   | KSK Voorwaarts Zwevezele | 30  | 16 | 8 | 6  | 56  | 62 | 37 | +25 | Degradatie naar Tweede provinciale        |
| 6   | KVV Zelzate              | 30  | 15 | 4 | 11 | 49  | 50 | 39 | +11 | Kwalificatie voor Eindronde promotie      |
| 7   | KFC Merelbeke            | 30  | 13 | 6 | 11 | 45  | 42 | 42 | 0   | Kwalificatie voor Eindronde promotie      |
| 8   | FC Gullegem              | 30  | 11 | 8 | 11 | 41  | 43 | 46 | −3  |                                           |
| 9   | KSV Oudenaarde           | 30  | 12 | 4 | 14 | 40  | 39 | 49 | −10 |                                           |
| 10  | RC Harelbeke             | 30  | 11 | 7 | 12 | 40  | 51 | 42 | +9  |                                           |
| 11  | KRC Gent                 | 30  | 12 | 3 | 15 | 39  | 42 | 46 | −4  |                                           |
| 12  | KSC Dikkelvenne          | 30  | 10 | 8 | 12 | 38  | 42 | 49 | −7  |                                           |
| 13  | KVK Westhoek             | 30  | 9  | 4 | 17 | 31  | 47 | 62 | −15 |                                           |
| 14  | RFC Wetteren             | 30  | 6  | 5 | 19 | 23  | 34 | 63 | −29 | Kwalificatie voor Eindronde degradatie VV |
| 15  | KSC Toekomst Menen       | 30  | 5  | 4 | 21 | 19  | 32 | 77 | −45 | Heropstart in Vierde provinciale          |
| 16  | KSK Ronse                | 30  | 3  | 3 | 24 | 12  | 22 | 79 | −57 | Stopzetting activiteiten                  |

1. ↑  KFC Sparta Petegem vroeg geen licentie aan voor Eerste nationale. Hierdoor kon het, ondanks de titel, niet promoveren noch deelnemen aan de eindronde voor promotie.
2. ↑  KSK Voorwaarts Zwevezele vroeg geen licentie aan voor de Tweede en Derde afdeling en degradeerde hierdoor naar Tweede provinciale.
3. ↑  KSK Ronse verdwijnt doordat het zal opgaan in een fusie met eersteprovincialer KVVV Ardennen.

### Tweede afdeling VV B
| Pos | Team                      | Wed | W  | G  | V  | Ptn | DV | DT | +/− | Kwalificatie of degradatie                |
| --- | ------------------------- | --- | -- | -- | -- | --- | -- | -- | --- | ----------------------------------------- |
| 1   | Hoogstraten VV            | 30  | 22 | 4  | 4  | 70  | 72 | 22 | +50 | Promotie naar Eerste nationale            |
| 2   | SC Eendracht Aalst        | 30  | 17 | 6  | 7  | 57  | 61 | 35 | +26 | Kwalificatie voor Eindronde promotie      |
| 3   | K. Lyra-Lierse            | 30  | 17 | 6  | 7  | 57  | 52 | 29 | +23 | Kwalificatie voor Eindronde promotie      |
| 4   | R. Cappellen FC           | 30  | 16 | 5  | 9  | 53  | 53 | 40 | +13 | Kwalificatie voor Eindronde promotie      |
| 5   | SV Belisia Bilzen         | 30  | 15 | 7  | 8  | 52  | 44 | 32 | +12 | Kwalificatie voor Eindronde promotie      |
| 6   | K. Bocholter VV           | 30  | 15 | 6  | 9  | 51  | 47 | 38 | +9  |                                           |
| 7   | SC City Pirates Antwerpen | 30  | 13 | 4  | 13 | 43  | 43 | 55 | −12 |                                           |
| 8   | K. Londerzeel SK          | 30  | 10 | 8  | 12 | 38  | 36 | 37 | −1  |                                           |
| 9   | K. Diegem Sport           | 30  | 9  | 8  | 13 | 35  | 36 | 45 | −9  |                                           |
| 10  | K. Sporting Hasselt       | 30  | 10 | 4  | 16 | 34  | 38 | 50 | −12 |                                           |
| 11  | K. Berchem Sport          | 30  | 8  | 9  | 13 | 33  | 36 | 45 | −9  |                                           |
| 12  | KSK Tongeren              | 30  | 8  | 8  | 14 | 32  | 37 | 49 | −12 |                                           |
| 13  | RC Hades Kiewit Hasselt   | 30  | 7  | 11 | 12 | 32  | 34 | 45 | −11 |                                           |
| 14  | SK Pepingen-Halle         | 30  | 7  | 7  | 16 | 28  | 34 | 51 | −17 | Kwalificatie voor Eindronde degradatie VV |
| 15  | KVC Houtvenne             | 30  | 6  | 8  | 16 | 26  | 30 | 52 | −22 | Degradatie naar Derde afdeling            |
| 16  | K. Olympia SC Wijgmaal    | 30  | 6  | 7  | 17 | 25  | 30 | 58 | −28 | Degradatie naar Derde afdeling            |

### Tweede afdeling ACFF
| Pos | Team                      | Wed | W  | G  | V  | Ptn | DV | DT  | +/− | Kwalificatie of degradatie           |
| --- | ------------------------- | --- | -- | -- | -- | --- | -- | --- | --- | ------------------------------------ |
| 1   | RAAL La Louvière          | 30  | 26 | 0  | 4  | 78  | 75 | 18  | +57 | Promotie naar Eerste nationale       |
| 2   | RFC Meux                  | 30  | 19 | 8  | 3  | 65  | 73 | 32  | +41 | Kwalificatie voor Eindronde promotie |
| 3   | RFC Warnant               | 30  | 17 | 10 | 3  | 61  | 61 | 24  | +37 | Kwalificatie voor Eindronde promotie |
| 4   | R. Union Tubize-Braine    | 30  | 17 | 4  | 9  | 55  | 63 | 42  | +21 | Kwalificatie voor Eindronde promotie |
| 5   | RUS Rebecquoise           | 30  | 14 | 7  | 9  | 49  | 53 | 40  | +13 | Kwalificatie voor Eindronde promotie |
| 6   | FC Ganshoren              | 30  | 14 | 7  | 9  | 49  | 46 | 33  | +13 |                                      |
| 7   | Solières Sport            | 30  | 13 | 9  | 8  | 48  | 74 | 47  | +27 |                                      |
| 8   | RRC Hamoir                | 30  | 13 | 8  | 9  | 47  | 55 | 53  | +2  |                                      |
| 9   | R. Entente Acren Lessines | 30  | 13 | 3  | 14 | 42  | 61 | 61  | 0   |                                      |
| 10  | RSD Jette                 | 30  | 10 | 6  | 14 | 36  | 37 | 48  | −11 |                                      |
| 11  | R. Stade Waremmien FC     | 30  | 9  | 4  | 17 | 31  | 48 | 58  | −10 |                                      |
| 12  | RRC Stockay-Warfusée      | 30  | 8  | 6  | 16 | 30  | 35 | 59  | −24 |                                      |
| 13  | RCS Verlaine              | 30  | 8  | 5  | 17 | 29  | 35 | 53  | −18 |                                      |
| 14  | RES Couvin-Mariembourg    | 30  | 6  | 6  | 18 | 24  | 31 | 59  | −28 | Degradatie naar Derde afdeling       |
| 15  | RUS Givry                 | 30  | 5  | 7  | 18 | 22  | 31 | 65  | −34 | Degradatie naar Derde afdeling       |
| 16  | Entente Durbuy            | 30  | 2  | 2  | 26 | 8   | 16 | 102 | −86 | Degradatie naar Derde afdeling       |

## Periodekampioenen

### Tweede afdeling VV A
- Eerste periode: KVK Ninove, 26 punten
- Tweede periode: KFC Sparta Petegem, 23 punten
- Derde periode: K. Olsa Brakel, 23 punten

### Tweede afdeling VV B
- Eerste periode: K. Lyra-Lierse Berlaar, 26 punten
- Tweede periode: Hoogstraten VV, 20 punten
- Derde periode: R. Cappellen FC, 23 punten

### Tweede afdeling ACFF
- Eerste periode: RAAL La Louvière, 27 punten
- Tweede periode: RAAL La Louvière, 27 punten
- Derde periode: R. Union Tubize-Braine, 23 punten

## Eindronde promotie

### Kwalificatie VV
De eindronde werd gespeeld door de teams die tweede waren geëindigd in het eindklassement en de drie periodekampioenen. Indien één of meerdere periodes gewonnen werden door de uiteindelijke kampioen of door dezelfde club, kreeg de best geklasseerde ploeg zonder eindrondeticket een plek in de eindronde.
Eerste ronde
In de eerste ronde treden acht teams aan. De wedstrijden werden gespeeld op het veld van de club die bij de lottrekking als eerste geloot werd. In een rechtstreeks duel (met eventuele verlengingen en strafschoppen) werd bepaald wie naar de tweede ronde mocht. Van deze acht teams hadden echter maar vier teams een licentie voor Eerste nationale: SC Eendracht Aalst, SV Belisia Bilzen, KSC Lokeren-Temse en K. Lyra-Lierse Berlaar.
| Datum      | Uur   | Wedstrijden                           | Uitslag        |  |
| ---------- | ----- | ------------------------------------- | -------------- |  |
| 08/05/2022 | 15:00 | K. Olsa Brakel - KFC Merelbeke        | 3-1            |  |
| 08/05/2022 | 15:00 | SC Eendracht Aalst - R. Cappellen FC  | 1-1 (5-4 n.p.) |  |
| 08/05/2022 | 15:00 | SV Belisia Bilzen - KSC Lokeren-Temse | 2-2 (4-3 n.p.) |  |
| 08/05/2022 | 15:00 | KVV Zelzate - K. Lyra-Lierse Berlaar  | 0-3            |  |

Tweede ronde
De twee clubs die het in de tweede ronde halen, plaatsen zich voor een nieuwe eindronde met de nummer 14 uit Eerste nationale (RFC Mandel United) en de winnaar van de ACFF-eindronde. Indien er minder dan twee teams met een licentie de tweede ronde winnen, dan wordt er nog een derde ronde gespeeld met de verliezers van de tweede ronde.
| Datum      | Uur   | Wedstrijden                             | Uitslag |  |
| ---------- | ----- | --------------------------------------- | ------- |  |
| 14/05/2022 | 19:30 | K. Lyra-Lierse Berlaar - K. Olsa Brakel | 1-2     |  |
| 15/05/2022 | 15:00 | SC Eendracht Aalst - SV Belisia Bilzen  | 2-0     |  |

Derde ronde
Aangezien K. Olsa Brakel niet beschikt over een licentie voor Eerste nationale kunnen zij niet deelnemen aan de eindronde. Hierdoor spelen de twee verliezende teams met licentie een herkansing om te bepalen welk team alsnog kan deelnemen aan de eindronde.
| Datum      | Uur   | Wedstrijden                                | Uitslag         |  |
| ---------- | ----- | ------------------------------------------ | --------------- |  |
| 18/05/2022 | 20:00 | K. Lyra-Lierse Berlaar - SV Belisia Bilzen | 3-3 (10-9 n.p.) |  |

### Kwalificatie ACFF
De eindronde werd gespeeld door de teams die tweede waren geëindigd in het eindklassement en de drie periodekampioenen. Indien één of meerdere periodes gewonnen werden door de uiteindelijke kampioen of door dezelfde club, kreeg de best geklasseerde ploeg zonder eindrondeticket een plek in de eindronde.
Eerste ronde
In de eerste ronde treden vier teams aan. De wedstrijden werden gespeeld op het veld van de club die bij de lottrekking als eerste geloot werd. In een rechtstreeks duel (met eventuele verlengingen en strafschoppen) werd bepaald wie naar de tweede ronde mocht.
| Datum      | Uur   | Wedstrijden                              | Uitslag        |  |
| ---------- | ----- | ---------------------------------------- | -------------- |  |
| 08/05/2022 | 15:00 | RUS Rebecquoise - R. Union Tubize-Braine | 1-1 (4-3 n.p.) |  |
| 08/05/2022 | 15:00 | RFC Warnant - RFC Meux                   | 3-2            |  |

Tweede ronde
De club die het in de tweede ronde haalt, plaatst zich voor een nieuwe eindronde met de nummer 14 uit Eerste nationale (RFC Mandel United) en de twee winnaars van de VV-eindronde. Aangezien enkel R. Union Tubize-Braine een licentie voor Eerste nationale had, zal dit team sowieso deelnemen aan de eindronde.
| Datum      | Uur   | Wedstrijden                   | Uitslag |  |
| ---------- | ----- | ----------------------------- | ------- |  |
| 15/05/2022 | 15:00 | RUS Rebecquoise - RFC Warnant | 2-5     |  |

### Eindronde
Eerste ronde
Bij de drie teams die zich kwalificeerden voor de eindronde werd de nummer 14 uit Eerste nationale gevoegd: RFC Mandel United. De vier geplaatste clubs kunnen via een heen- en terugwedstrijd een ticket voor de finale bemachtigen. Indien er na 180 minuten geen winnaar is, volgen eventueel verlengingen en strafschoppen.
| Datum      | Uur   | Heenwedstrijden                                 | Uitslag    |  |
| ---------- | ----- | ----------------------------------------------- | ---------- |  |
| 22/05/2022 | 15:00 | RFC Mandel United - SC Eendracht Aalst          | 2-1        |  |
| 22/05/2022 | 15:00 | R. Union Tubize-Braine - K. Lyra-Lierse Berlaar | 1-1        |  |
| Datum      | Uur   | Terugwedstrijden                                | Uitslag    |  |
| 26/05/2022 | 19:30 | SC Eendracht Aalst - RFC Mandel United          | 0-0        |  |
| 26/05/2022 | 19:30 | K. Lyra-Lierse Berlaar - R. Union Tubize-Braine | 0-1 (n.v.) |  |

Tweede ronde
De winnaar van de dubbele confrontatie promoveerde naar of bleef in Eerste nationale.
| Datum      | Uur   | Heenwedstrijd                              | Uitslag |  |
| ---------- | ----- | ------------------------------------------ | ------- |  |
| 29/05/2022 | 15:00 | RFC Mandel United - R. Union Tubize-Braine | 6-2     |  |
| Datum      | Uur   | Terugwedstrijd                             | Uitslag |  |
| 02/06/2022 | 19:30 | R. Union Tubize-Braine - RFC Mandel United | 1-2     |  |

## Eindronde degradatie
De twee ploegen die veertiende eindigden in Tweede afdeling VV moeten in een rechtstreeks duel bepalen wie in Tweede afdeling zou blijven en wie zou zakken naar Derde afdeling.
Door de afloop van het dossier R. Excel Mouscron diende SK Pepingen-Halle alsnog het resultaat van de promotie-eindronde Tweede afdeling af te wachten. Indien deze eindronde werd gewonnen door de deelnemer vanuit het ACFF daalde SK Pepingen-Halle alsnog naar Derde afdeling. 
Door de winst van RFC Mandel United bleef SK Pepingen-Halle in Tweede afdeling.
| Datum      | Uur   | Wedstrijd                        | Uitslag |  |
| ---------- | ----- | -------------------------------- | ------- |  |
| 08/05/2022 | 15:00 | RFC Wetteren - SK Pepingen-Halle | 4-1     |  |

Nationaal voetbal · Regionaal voetbal · Provinciaal voetbal · KBVB · Nationaal voetbalelftal · Nationaal dameselftal
Belgisch nationaal voetbal
Eerste klasse A · Eerste klasse B · Eerste nationale · Beker van België · Belgische Supercup
Super League · Eerste klasse (vrouwen) · Tweede klasse (vrouwen) · Beker van België (vrouwen) · Belgische Supercup (vrouwen)
Belgisch regionaal voetbal
Tweede afdeling · Derde afdeling
2016/17 · 2017/18 · 2018/19 · 2019/20 · 2020/21 · 2021/22 · 2022/23 · 2023/24 · 2024/25